# Эльтаркач
Эльтарка́ч (карач.-балк. Элтаркъач) — село в Усть-Джегутинском районе Карачаево-Черкесии.
Образует муниципальное образование Эльтаркачское городское поселение как единственный населённый пункт в его составе.

## История
В 1957 г. указом Президиума Верховного Совета РСФСР село Подлесное переименовано в аул Эльтаркач.

## Население
| 2002  | 2010  | 2012  | 2013  | 2014  | 2015  | 2016  |
| ----- | ----- | ----- | ----- | ----- | ----- | ----- |
| 2383  | ↗3173 | ↗3286 | ↗3353 | ↘3331 | ↗3343 | ↘3313 |
| 2017  | 2018  | 2019  | 2020  | 2021  | 2023  | 2024  |
| ↘3263 | ↘3229 | ↘3187 | ↘3136 | ↘3000 | ↘2919 | ↘2866 |
| 2025  |       |       |       |       |       |       |
| ↘2834 |       |       |       |       |       |       |

На 2016 год в селе зарегистрировано 12 улиц, действует средняя школа, высота центра над уровнем моря — 1070 м.